# Aeródromo de Pandora
El aeródromo de Pandora (OACI: MRPD) es un aeródromo público costarricense que sirve a la zona del pueblo de Pandora en la provincia de Limón.
El aeródromo cuenta con una sola pista de aterrizaje de asfalto, que mide 900 metros en longitud. Inmediatamente al norte de la pista de aterrizaje hay un cerro grande y al sur se encuentra el río Estrella. Al oeste, están los campos de las fincas 5 y 9.